# Erotophonophilia
Erotophonophilia (tiếng Anh: lust murder, tạm dịch: sát dâm) là một dạng lệch lạc tình dục trong đó một người bị cuốn hút hoặc thỏa mãn tình dục với cái chết của ai đó. Đây còn là thuật ngữ dùng để mô tả một dạng tội phạm giết người mà trong đó người phạm tội tìm kiếm sự thỏa mãn bằng cách giết một ai đó. Thuật ngữ này có nguồn gốc từ cuộc bàn luận của Richard von Krafft-Ebing vào năm 1898 về những vụ giết người có tính chất bạo dâm. Thông thường, loại tội phạm này biểu hiện sự lệch lạc của mình bằng cách giết người trong khi đang hoạt động tình dục, cắt các cơ quan sinh dục hoặc các bộ phận trên cơ thể nạn nhân, hoặc có thể vừa giết người và cắt xén các bộ phận. Việc cắt xén này có thể bao gồm mổ nội tạng, dịch chuyển cơ quan sinh dục hoặc cả hai và thường diễn ra sau khi nạn nhân tử vong. Mặc dù quá trình giết người có thể bao gồm việc giao cấu, nhưng không phải lúc nào việc này cũng xảy ra. Do đó, các loại hành vi tình dục khác chỉ có thể là một phần của quá trình sát dâm.
Vào năm 2019, tạp chí y khoa Current Psychiatry Reports công bố một bài đánh giá cho những phát hiện gần đây về quá trình nghiên cứu sát dâm. Tạp chí này kết luận rằng những kẻ giết người thiên về tình dục nên được coi như kẻ phạm tội với những đặc điểm riêng biệt, do đó đòi hỏi một hệ thống báo cáo mang tính quốc tế. Trước đó, những đối sánh trên các đối tượng phạm tội trong cơ sở dữ liệu của cảnh sát quốc gia Pháp cũng cho ra kết quả tương tự.